# 2. ŽNL Vukovarsko-srijemska NS Vukovar 2010./11.

## Tablica
| Mj. | Klub                  | Sus. | Pobj. | Ner. | Por. | GR.   | Bod.    |
| --- | --------------------- | ---- | ----- | ---- | ---- | ----- | ------- |
| 1.  | NK Sinđelić Trpinja   | 22   | 14    | 5    | 3    | 68:17 | 47      |
| 2.  | HNK Radnički Vukovar  | 22   | 15    | 2    | 5    | 46:26 | 47      |
| 3.  | NK Croatia Bogdanovci | 22   | 10    | 6    | 6    | 47:36 | 36      |
| 4.  | NK Šarengrad          | 22   | 10    | 4    | 8    | 40:24 | 34      |
| 5.  | NK Borac Bobota       | 22   | 10    | 2    | 10   | 37:34 | 32      |
| 6.  | NK Bršadin            | 22   | 7     | 9    | 6    | 32:32 | 30      |
| 7.  | NK Hajduk Bapska      | 22   | 8     | 4    | 10   | 34:52 | 28      |
| 8.  | NK Sremac Ilača       | 22   | 8     | 4    | 10   | 43:48 | 28      |
| 9.  | NK Negoslavci         | 22   | 6     | 7    | 9    | 35:47 | 24 (-1) |
| 10. | ŠNK Dunav Sotin       | 22   | 6     | 4    | 12   | 30:43 | 22      |
| 11. | NK Lovas              | 22   | 6     | 4    | 12   | 40:61 | 22      |
| 12. | NK Mohovo             | 22   | 5     | 3    | 14   | 32:64 | 18      |

Napomene:
1. ↑  Iako je prvenstvo osvojio NK Sinđelić Trpinja, plasman u 1. ŽNL Vukovarsko-srijemsku ostvario je HNK Radnički Vukovar, zbog odustajanja trpinjskog kluba uslijed nemogućnosti financiranja sudjelovanja u višem razredu.
2. ↑  NK Negoslavci kažnjeni oduzimanjem 1 boda.

## Rezultati
| NK Borac Bobota – NK Lovas 2:0 NK Šarengrad – NK Sremac Ilača 1:0 NK Bršadin – ŠNK Dunav Sotin 2:2 NK Mohovo – NK Croatia Bogdanovci 1:5 NK Negoslavci – NK Hajduk Bapska 2:3 HNK Radnički Vukovar – NK Sinđelić Trpinja 0:2    | NK Lovas – NK Sinđelić Trpinja 0:3 NK Hajduk Bapska – HNK Radnički Vukovar 2:1 NK Croatia Bogdanovci – NK Negoslavci 3:3 ŠNK Dunav Sotin – NK Mohovo 0:2 NK Sremac Ilača – NK Bršadin 0:0 NK Borac Bobota – NK Šarengrad 1:0    | NK Šarengrad – NK Lovas 4:0 NK Bršadin – NK Borac Bobota 2:0 NK Mohovo – NK Sremac Ilača 0:4 NK Negoslavci – ŠNK Dunav Sotin 2:2 HNK Radnički Vukovar – NK Croatia Bogdanovci 3:1 NK Sinđelić Trpinja – NK Hajduk Bapska 9:1 |
| NK Lovas - NK Hajduk Bapska 3:3 NK Croatia Bogdanovci - NK Sinđelić Trpinja 2:1 ŠNK Dunav Sotin - HNK Radnički Vukovar 0:2 NK Sremac Ilača - NK Negoslavci 1:1 NK Borac Bobota - NK Mohovo 9:1 NK Šarengrad - NK Bršadin 3:0    | NK Lovas – NK Bršadin 2:2 NK Mohovo – NK Šarengrad 4:1 NK Negoslavci – NK Borac Bobota 3:2 HNK Radnički Vukovar – NK Sremac Ilača 3:1 NK Sinđelić Trpinja – ŠNK Dunav Sotin 4:2 NK Hajduk Bapska – NK Croatia Bogdanovci 1:1    | NK Lovas – NK Croatia Bogdanovci 4:1 ŠNK Dunav Sotin – NK Hajduk Bapska 1:1 NK Sremac Ilača – NK Sinđelić Trpinja 2:4 NK Borac Bobota – HNK Radnički Vukovar 1:3 NK Šarengrad – NK Negoslavci 4:0 NK Bršadin – NK Mohovo 1:0 |
| NK Mohovo – NK Lovas 3:5 NK Negoslavci – NK Bršadin 1:1 HNK Radnički Vukovar – NK Šarengrad 2:1 NK Sinđelić Trpinja – NK Borac Bobota 5:0 NK Hajduk Bapska – NK Sremac Ilača 4:2 NK Croatia Bogdanovci – ŠNK Dunav Sotin 2:0    | NK Lovas - ŠNK Dunav Sotin 2:3 NK Sremac Ilača - NK Croatia Bogdanovci 3:2 NK Borac Bobota - NK Hajduk Bapska 2:1 NK Šarengrad - NK Sinđelić Trpinja 0:3 NK Bršadin - HNK Radnički Vukovar 0:0 NK Mohovo - NK Negoslavci 2:1 ↓1 | HNK Radnički Vukovar - NK Mohovo 3:0 NK Negoslavci - NK Lovas 2:1 NK Sinđelić Trpinja - NK Bršadin 2:2 NK Hajduk Bapska - NK Šarengrad 0:3 NK Croatia Bogdanovci - NK Borac Bobota 1:1 ŠNK Dunav Sotin - NK Sremac Ilača 1:4 |
| NK Lovas - NK Sremac Ilača 3:4 NK Borac Bobota - ŠNK Dunav Sotin 2:0 NK Šarengrad - NK Croatia Bogdanovci 2:0 NK Bršadin - NK Hajduk Bapska 2:1 NK Mohovo - NK Sinđelić Trpinja 1:2 NK Negoslavci - HNK Radnički Vukovar 3:4    | HNK Radnički Vukovar - NK Lovas 6:0 NK Sinđelić Trpinja - NK Negoslavci 7:1 NK Hajduk Bapska - NK Mohovo 3:4 NK Croatia Bogdanovci - NK Bršadin 3:0 ŠNK Dunav Sotin - NK Šarengrad 2:3 NK Sremac Ilača - NK Borac Bobota 3:1    | NK Lovas - NK Borac Bobota 1:0 NK Sremac Ilača - NK Šarengrad 1:2 ŠNK Dunav Sotin - NK Bršadin 2:1 NK Croatia Bogdanovci - NK Mohovo 3:1 NK Hajduk Bapska - NK Negoslavci 0:2 NK Sinđelić Trpinja - HNK Radnički Vukovar 0:0 |
| NK Sinđelić Trpinja - NK Lovas 5:0 HNK Radnički Vukovar - NK Hajduk Bapska 3:0 NK Negoslavci - NK Croatia Bogdanovci 1:1 NK Mohovo - ŠNK Dunav Sotin 1:1 NK Bršadin - NK Sremac Ilača 2:2 NK Šarengrad - NK Borac Bobota 1:2    | NK Lovas – NK Šarengrad 1:1 NK Borac Bobota – NK Bršadin 1:0 NK Sremac Ilača – NK Mohovo 2:0 ŠNK Dunav Sotin – NK Negoslavci 2:0 NK Croatia Bogdanovci – HNK Radnički Vukovar 6:0 NK Hajduk Bapska – NK Sinđelić Trpinja 0:3    | NK Hajduk Bapska – NK Lovas 2:3 NK Sinđelić Trpinja – NK Croatia Bogdanovci 7:1 HNK Radnički Vukovar – ŠNK Dunav Sotin 2:0 NK Negoslavci – NK Sremac Ilača 3:0 NK Mohovo – NK Borac Bobota 0:4 NK Bršadin – NK Šarengrad 1:0 |
| NK Bršadin - NK Lovas 4:2 NK Šarengrad - NK Mohovo 1:1 NK Borac Bobota - NK Negoslavci 3:2 NK Sremac Ilača - HNK Radnički Vukovar 1:0 ŠNK Dunav Sotin - NK Sinđelić Trpinja 2:0 NK Croatia Bogdanovci - NK Hajduk Bapska 0:3 ↓2 | NK Croatia Bogdanovci - NK Lovas 0:0 NK Hajduk Bapska - ŠNK Dunav Sotin 2:0 NK Sinđelić Trpinja - NK Sremac Ilača 6:0 HNK Radnički Vukovar - NK Borac Bobota 2:1 NK Negoslavci - NK Šarengrad 3:2 NK Mohovo - NK Bršadin 1:3    | NK Borac Bobota - NK Sinđelić Trpinja 1:0 NK Lovas - NK Mohovo 2:3 NK Bršadin - NK Negoslavci 4:2 NK Šarengrad - HNK Radnički Vukovar 1:2 NK Sremac Ilača - NK Hajduk Bapska 0:1 ŠNK Dunav Sotin - NK Croatia Bogdanovci 0:3 |
| ŠNK Dunav Sotin - NK Lovas 6:2 NK Croatia Bogdanovci - NK Sremac Ilača 5:2 NK Hajduk Bapska - NK Borac Bobota 1:0 NK Sinđelić Trpinja - NK Šarengrad 0:0 HNK Radnički Vukovar - NK Bršadin 1:0 NK Negoslavci - NK Mohovo 2:2    | NK Lovas - NK Negoslavci 2:0 NK Mohovo - HNK Radnički Vukovar 2:6 NK Bršadin - NK Sinđelić Trpinja 1:1 NK Šarengrad - NK Hajduk Bapska 8:0 NK Borac Bobota - NK Croatia Bogdanovci 1:3 NK Sremac Ilača - ŠNK Dunav Sotin 4:1    | NK Sremac Ilača - NK Lovas 4:5 ŠNK Dunav Sotin - NK Borac Bobota 2:0 NK Croatia Bogdanovci - NK Šarengrad 0:0 NK Hajduk Bapska - NK Bršadin 2:2 NK Sinđelić Trpinja - NK Mohovo 4:1 HNK Radnički Vukovar - NK Negoslavci 0:2 |
| NK Lovas - HNK Radnički Vukovar 2:3 NK Negoslavci - NK Sinđelić Trpinja 0:0 NK Mohovo - NK Hajduk Bapska 1:3 NK Bršadin - NK Croatia Bogdanovci 2:4 NK Šarengrad - ŠNK Dunav Sotin 2:1 NK Borac Bobota - NK Sremac Ilača 3:3    | | |